# Norfolk Naval Shipyard

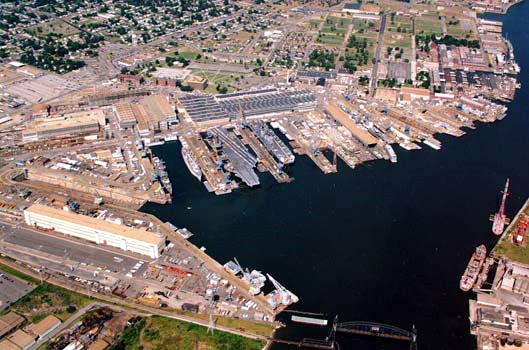
Luchtfoto van de Norfolk Naval Shipyard

De Norfolk Naval Shipyard, ook Norfolk Navy Yard genoemd, is een Amerikaanse militaire scheepswerf in Portsmouth, Virginia. Het is de oudste, grootste en meest veelzijdige industriële basis van de Amerikaanse marine. De werf ligt vlak bij de monding van de rivier de Elizabeth River in Hampton Roads. De werf heette de Gosport Shipyard tot 1862.

## Geschiedenis

### Britse controle
Op 1 november 1767 stichtte Andrew Sprowle de Gosport Shipyard. De scheepswerf bouwde koopvaardijschepen en oorlogsbodems voor de Britse Kroon. In 1775, bij het begin van de Amerikaanse Revolutie, bleef Sprowle trouw aan Groot-Brittannië en vluchtte weg uit Virginia. Virginia confisqueerde al zijn bezittingen, inclusief de werf. In 1779 werd in brand gestoken door Britse soldaten.

### Amerikaanse controle
In 1794 keurde het Amerikaanse Congres een wet goed die het mogelijk maakte de werf te leasen van Virginia. In 1799 werd de kiel van de USS Chesapeake, een zusterschip van de USS Constitution, gelegd. Dit was het eerste schip voor de Amerikaanse marine hier gebouwd.
In 1801 kocht de federale overheid voor een bedrag van $12.000 de werf van Virginia. Het gebied was 65.000 m² groot, en beslaat de noordoostelijke hoek van de huidige werf. In 1827 begon de constructie van een van de eerste droogdokken in de Verenigde Staten. In 1845 werd bijkomende grond op de oostelijke oever van de rivier gekocht.

### Amerikaanse Burgeroorlog
In 1794 sloot Virginia zich aan bij de Geconfedereerde Staten. Uit vrees dat de Confederatie de controle over de werf zou krijgen beval de commandant het in brand steken van de werf. De geconfedereerden veroverden inderdaad de werf, de soldaten van de Unie trokken zich terug naar Fort Monroe, aan de andere zijde van Hampton Roads. Dit was het enige stukje land dat gedurende het gehele conflict in handen van de Unie bleef.
Vroeg in 1862 werd de ironclad CSS Virginia herbouwd van de hulk van de USS Merrimack. In de haast de werf te verlaten was de Merrimack slechts tot op de waterlijn afgebrand. Er werd een vernieuwende gepantserde bovenstructuur op gebouwd. Het schip, dat nog steeds Merrimack werd genoemd door de Unionisten, vocht tegen de USS Monitor in het beroemde gevecht om Hampton Roads gedurende de blokkade van deze waterweg. In mei 1862, tijdens hun terugtocht, brandden de Geconfedereerden de werf af.

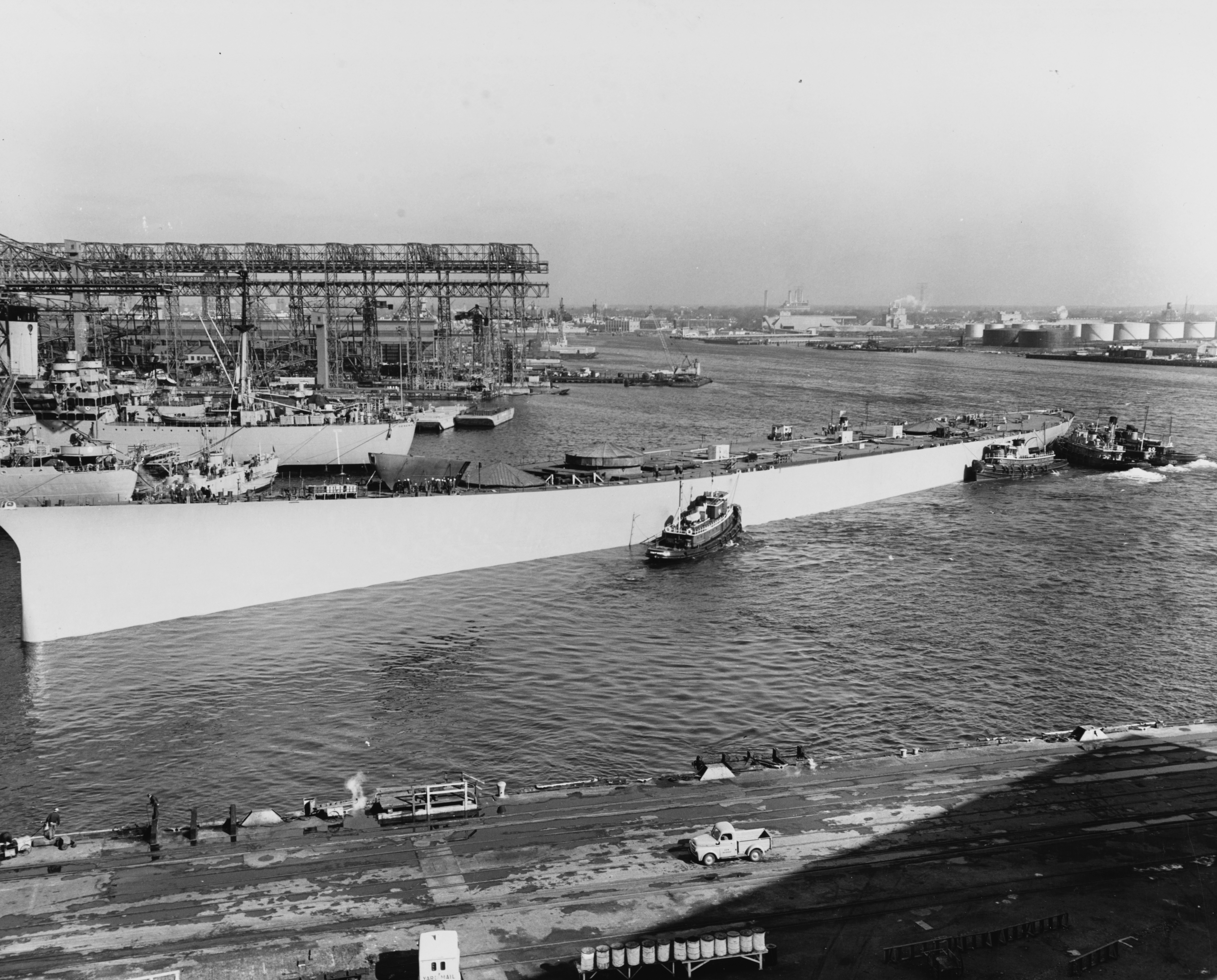
De kiel van de USS Kentucky, een slagschip van de Iowa-klasse, werd in de werf gebouwd. De Tweede Wereldoorlog eindigde voor het schip af was. Het werd nooit afgebouwd.

Na de herovering van Norfolk en Portshmouth (en de werf) door de Unie werd de naam veranderd naar Norfolk Naval Yard. Norfolk is de grootste stad in de buurt, hoewel de werf in Portsmouth gelegen is. Deze naamkeuze is er om verwarring met de al bestaande Portsmouth Naval Yard in Kittery, Maine (vlak bij Portsmouth, New Hampshire) te vermijden.

### 20e en 21e eeuw
Tijdens de Eerste Wereldoorlog werd de werf uitgebreid. Er werden nu 11.000 mensen tewerkgesteld. Ook in de Tweede Wereldoorlog werd de capaciteit van de werf vergroot. Tijdens het hoogtepunt werkten er 43.000 mensen. Tussen 1940 en 1945 werden er 6.850 schepen gebouwd.
Na de Tweede Wereldoorlog kwam de nadruk op de herstelling en het onderhoud van oorlogsbodems liggen. De laatste twee schepen die van de helling schoven waren de USS Bold en zij zusterschip de USS Bulwark, twee houten mijnenvegers. Deze schepen werden gedoopt op 28 maart 1953, tijdens de Koreaanse Oorlog.
Momenteel bestaat de werf uit verschillende niet aaneengesloten delen, met een totale oppervlakte van 5,2 km². Norfolk Navy Shipyard kan elk Amerikaans marineschip onderhouden of moderniseren, ook supervliegdekschepen. In recente jaren ligt de nadruk op nucleair aangedreven schepen. Het is een van de weinige installaties aan de oostkust waar nucleaire vliegdekschepen in een droogdok geplaatst kunnen worden. Een andere scheepswerf hiertoe in staat is Newport News Shipbuilding, aan de andere kant van Hampton Roads gelegen, en de enige werf die de nucleaire vliegdekschepen bouwt en bijtankt.

## Bekende schepen
- USS Chesapeake - zusterschip van de USS Constitution, actief tijdens de Oorlog van 1812.
- USS Delaware - eerste schip in een droogdok in het westelijk halfrond.
- CSS Virginia - Eerste confederale ironclad, herbouwd van de uitgebrande hulk van de USS Merrimack; vocht in het gevecht om Hampton Roads tegen de USS Monitor
- USS Texas - Eerste operationele Amerikaanse slagschip.
- USS Raleigh - Eerste moderne kruiser die helemaal door de Amerikaanse overheid werd gebouwd.
- USS Langley - Eerste Amerikaanse vliegdekschip. Herbouwd van de USS Jupiter.
- USS Shangri-La - Enige Amerikaanse vliegdekschip uitsluitend gefinancierd door oorlogsobligaties.
- USS Alabama (BB-60) - Slagschip uit de Tweede Wereldoorlog.